# 蝶鬚
蝶鬚（学名：Antennaria dioica）为菊科蝶鬚屬的植物。分布在南欧地山区、欧洲各地、蒙古、俄罗斯、北美以及中国大陆的新疆、黑龙江等地，生长于海拔2,400米至2,700米的地区，见于高山、干燥坡地、亚高山地带向阳湿润地、瘠薄的砂砾地或针叶林下，目前尚未由人工引种栽培。

## 别名
兴安蝶须（东北植物检索表）